# Crotalaria lotiformis
Crotalaria lotiformis är en ärtväxtart som beskrevs av Milne-redh.. Crotalaria lotiformis ingår i släktet sunnhampor, och familjen ärtväxter. Inga underarter finns listade i Catalogue of Life.